# Salon
Salon là một thị xã và là một nagar panchayat của quận Rae Bareli thuộc bang Uttar Pradesh, Ấn Độ.

## Địa lý
Salon có vị trí 26°02′B 81°27′Đ / 26,03°B 81,45°Đ Nó có độ cao trung bình là 110 mét (360 feet).

## Nhân khẩu
Theo điều tra dân số năm 2001 của Ấn Độ, Salon có dân số 13.166 người. Phái nam chiếm 51% tổng số dân và phái nữ chiếm 49%. Salon có tỷ lệ 50% biết đọc biết viết, thấp hơn tỷ lệ trung bình toàn quốc là 59,5%: tỷ lệ cho phái nam là 57%, và tỷ lệ cho phái nữ là 41%. Tại Salon, 17% dân số nhỏ hơn 6 tuổi.